# Mekarwangi (Lebakwangi)
Mekarwangi is een bestuurslaag in het regentschap Kuningan van de provincie West-Java, Indonesië. Mekarwangi telt 5788 inwoners (volkstelling 2010).